# Marco Trovato
Marco Antonio Trovato Villalba (n. 2 de julio de 1979; Asunción, Paraguay) es un empresario y dirigente deportivo paraguayo. Fue presidente del Club Olimpia de Paraguay, cargo que ejerció por 6 años desde el 24 de julio de 2014. En 2020 la FIFA sancionó de por vida al dirigente. Es Socio Nro. 27 527 – Exalumno Colegio San José. Ingeniero en Marketing y Publicidad por la Universidad Americana. Contrajo matrimonio con Jazmín Celeste Peña Fernández el 13 de junio de 2007 en la que participaron personas de renombre entre ellas el cantante Marco de Brix.

## Presidencia

### Olimpia
Trovato ha sido miembro titular de la comisión directiva del Club Olimpia electa en el 2011, tesorero de dicha institución deportiva desde diciembre del 2010 hasta junio del 2011, y ha colaborado con la dirigencia en 2013 (campaña de la Copa Libertadores 2013 en donde el equipo quedó vicecampeón)
A su vez es miembro fundador y presidente de la "Fundación Franjeada" que busca los triunfos deportivos a través de una planificación estratégica y autosustentable, para así obtener beneficios positivos para el club y su futuro. La Comisión Directiva actual del Club Olimpia, mediante acuerdo firmado en el transcurso del 2013 deposita su confianza en la Fundación Franjeada para ejecutar el “Plan de Desarrollo de las Divisiones Formativas del Club Olimpia”. Así, la Fundación asume el control y la administración general de las Divisiones Formativas del Club Olimpia hasta diciembre de 2015.
Anteriormente, ya había trabajado en el movimiento "Tradición Olimpista" para el ciclo 2011-2012, cuando el postulante fue Marcelo Recanate, junto con Marcos Caner, habiendo renunciado antes de tiempo por diferencias con él, por entonces, presidente de la entidad.
En julio de 2014, junto al movimiento Proyecto Olimpia, Trovato se adjudicó la victoria en las elecciones desarrolladas durante la asamblea del club, convirtiéndose así en el nuevo titular de la institución. Trovato obtuvo una abrumadora mayoría de los votos por sobre el otro aspirante, el ingeniero Arnaldo Decoud. La diferencia a favor del candidato electo fue de 1297 votos contra 209, con una participación del 53% de los socios habilitados. Trovato sucede así a Óscar Carísimo Netto en la presidencia del club.
En septiembre de 2020, el Comité Disciplinario de la FIFA lo sancionó por intento de manipulación de partidos. La sanción fue una multa de 100000 francos suizos, además de inhabilitarlo de por vida.Actualmente Trovato junto con sus abogados buscan apelar la sanción para demostrar su inocencia.

## Palmarés
| Campeonato      | Año  |
| --------------- | ---- |
| Torneo Clausura | 2015 |
| Torneo Apertura | 2018 |
| Torneo Clausura | 2018 |
| Torneo Apertura | 2019 |
| Torneo Clausura | 2019 |

| Vicecampeonato  | Año  |
| --------------- | ---- |
| Torneo Apertura | 2016 |
| Torneo Clausura | 2016 |
| Torneo Clausura | 2017 |
| Copa Paraguay   | 2018 |
| Torneo Apertura | 2020 |